# ご当地美人発掘バラエティ ゴトーチ!
ご当地美人発掘バラエティ ゴトーチ!（ごとうちびじんはっけんばらえてぃ ごとーち!）は、北海道テレビ放送（HTB）にて、2011年1月20日から3月31日までの木曜日の24:50 - 25:05のHTB深夜開拓魂枠で放送されていた、バラエティ番組である。

## 概要
- HTB深夜開拓魂の第2弾の企画。
- 様々な旅人が道内を旅し、市町村で評判の美人をアポなしで見つけ出すという、ドキュメントバラエティ。

## 出演
- 函館編:ハイキングウォーキング(鈴木Q太郎+松田洋昌)
- 富良野編:宇梶剛士・納谷真大
- 帯広編:茂木淳一
- 旭川編:アームストロング(栗山直人+安村昇剛[1])
- ナレーション:田川麗捺

## 放送リスト
| 場所   | 放送日  | 内容                                            |
| ------ | ------- | ----------------------------------------------- |
| 函館   | 1月20日 | 「ゴトーチ」探しの旅、スタート!                 |
| 函館   | 1月27日 | Q太郎の「函館の奇跡」!?                         |
| 函館   | 2月3日  | 「可愛い系」?それとも「お姉さん系」?            |
| 函館   | 2月17日 | 五稜郭でゴトーチラッシュ＆ゴトーチクイーン決定! |
| 富良野 | 1月27日 | 新しい旅がスタート!                             |
| 富良野 | 2月3日  | 午後1時のシンデレラ!?                           |
| 富良野 | 2月10日 | 奇跡の出会いが!                                 |
| 富良野 | 2月24日 | 透明感がハンパないゴトーチクイーン!?            |
| 帯広   | 3月3日  | 新しい旅がスタート!                             |
| 帯広   | 3月17日 | 帯広競馬場の美人姉妹!                           |
| 帯広   | 3月24日 | 「コクのある」ゴトーチクイーンが決定!?          |
| 旭川   | 3月10日 | 新しい旅がスタート!                             |
| 旭川   | 3月31日 | マンガ並みの可愛さのゴトーチクイーンが決定!     |